# وكيل أحمد متوكل
وكيل أحمد متوكل عبد الغفار (مواليد 1971) سياسي في أفغانستان. وكان آخر وزير خارجية في حكومة طالبان بإمارة أفغانستان الإسلامية. شغل منصب المتحدث باسم وسكرتير ملا محمد عمر زعيم حركة طالبان. بعد أن أطاح تحالف الشمال برفقة القوات الأمريكية والبريطانية بحكومة طالبان، استسلم متوكل في قندهار للقوات الحكومية.
خلال شهر رمضان عام 2008 كانت هناك شائعات بأن العاهل السعودي الملك عبد الله كان يحاول التوسط في محادثات سلام بين الأطراف المتحاربة من أفغانستان. وكان متوكل والسفير السابق لطالبان في باكستان عبد السلام ضعيف ورئيس المحكمة العليا السابق فاضل هادي شينواري من بين الشخصيات الأفغانية البارزة التي التقى الملك عبد الله.
واعترف ضعيف بتلقيه دعوة من العاهل السعودي الملك عبد الله لتناول العشاء مع شخصيات أفغانية بارزة أخرى من حكومة كرزاي وطالبان وحزب غلبدين حكمتيار والحزب الإسلامي وأعضاء سابقين آخرين في طالبان.
في 27 يناير 2010 قامت لجنة عقوبات تابعة للأمم المتحدة بإزالته بالإضافة إلى أربعة مسؤولين كبار سابقين في طالبان من قائمة العقوبات، في خطوة فضّلها الرئيس الأفغاني حامد كرزاي. ويعني القرار أنه لن يخضع هو والأربعة الآخرون لحظر السفر الدولي وتجميد الأصول وحظر الأسلحة.